# Canton de Colmar-Sud
Le canton de Colmar-Sud est une ancienne division administrative française, située dans le département du Haut-Rhin, en région Grand Est. Le canton de Colmar-Sud faisait partie de la première circonscription du Haut-Rhin.

## Composition

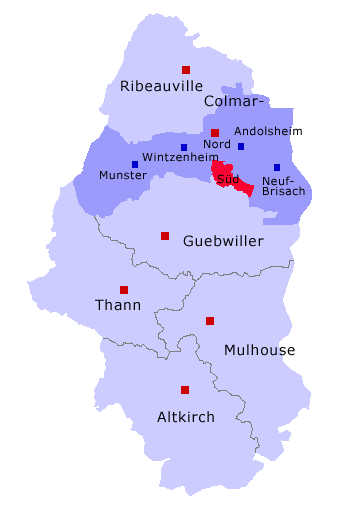
Représentation du canton de Colmar-Sud au sein de l'arrondissement de Colmar-Ribeauvillé et du département du Haut-Rhin.

- Colmar, quartiers sud
- Sainte-Croix-en-Plaine

## Représentation

### Conseillers généraux de l'ancien canton de Colmar (1833 à 1871 et 1919 à 1958)
| Période | Période      | Identité                             | Étiquette       | Qualité |
| ------- | ------------ | ------------------------------------ | --------------- | --- |
| 1833    | 1842 (décès) | Gabriel Louis Morel                  |                 | Chirurgien-major Chef des bataillons de la Garde Nationale de Colmar Maire de Colmar (1813-1814) Député (1815) |
| 1842    | 1855         | Charles Joseph Chappuis              |                 | Négociant, maire de Colmar (1841-1855)                                                                         |
| 1855    | 1861         | Camille Charles Auguste de Rheinwald |                 | Propriétaire à Colmar                                                                                          |
| 1861    | 1870         | Alphonse Zaepffel                    |                 | Ancien Sous-préfet en Algérie Directeur des colonies au Ministère de la Marine                                 |
|         |              |                                      |                 | |
| 1919    | 1928         | Edouard Richard                      | SFIO            | Ouvrier typographe                                                                                             |
| 1928    | 1934         | Joseph Rossé                         | UPR Autonomiste | Rédacteur en chef de l'Elsâsser Kurier Député (1928-1942)                                                      |
| 1934    | 1940         | Edouard Richard                      | SFIO            | Ouvrier typographe Maire de Colmar (1935-1940 et 1945-1947)                                                    |
|         |              |                                      |                 | |
| 1945    | 1958         | Joseph Rey                           | MRP             | Comptable puis gérant de société Député (1956-1958) Maire de Colmar (1947-1977)                                |

### Conseillers d'arrondissement du canton de Colmar (de 1833 à 1871 et de 1919 à 1940)
Le canton de Colmar avait deux conseillers d'arrondissement de 1919 à 1940. 
| Période                                  | Période | Identité                              | Étiquette         | Qualité |
| ---------------------------------------- | ------- | ------------------------------------- | ----------------- | --- |
| 1833                                     | 1839    | Jean Pierre Victor Rossée (1778-1860) |                   | Procureur général près la Cour royale, Colmar                                                               |
| 1839                                     | 1848    | Adam Eggerlé                          |                   | Propriétaire à Colmar                                                                                       |
|                                          |         |                                       |                   | |
| 1919                                     | 1925    | Laurent Meyer                         | SFIO puis PC-SFIC | Premier adjoint au maire de Colmar                                                                          |
| 1919                                     | 1925    | Henri Payot                           | Rad.              | Représentant de commerce à Colmar                                                                           |
| 1925                                     | 1931    | Paul Sittler                          |                   | Médecin à Colmar                                                                                            |
| 1925                                     | 1931    | Joseph Lehmann                        |                   | Négociant à Colmar                                                                                          |
| 1931                                     | 1937    | Charles Faullimmel (1895-1968)        | UPR               | Négociant, adjoint au maire de Colmar                                                                       |
| 1931                                     | 1940    | Eugène Keller                         | UPR               | Cultivateur-maraîcher à Colmar                                                                              |
| 1937                                     | 1940    | Frédéric Klumpp                       | UPR               | Ouvrier municipal à Colmar                                                                                  |
| 1940                                     |         |                                       |                   | Les conseils d'arrondissement ont été suspendus par la loi du 12 octobre 1940 et n'ont jamais été réactivés |
| Les données manquantes sont à compléter. |         |                                       |                   | |

### Conseillers généraux de Colmar-Sud (1958 à 2015)
| Période | Période | Identité         | Étiquette            | Qualité                                                                  |
| ------- | ------- | ---------------- | -------------------- | ------------------------------------------------------------------------ |
| 1958    | 1982    | Joseph Rey       | MRP puis CD puis UDF | Député (1956-1958) Maire de Colmar (1947-1977)                           |
| 1982    | 1988    | Edmond Gerrer    | UDF                  | Professeur de philosophie Député (1988-1993) Maire de Colmar (1977-1995) |
| 1988    | 1994    | André Bianchi    | UDF                  | Ingénieur INSA, adjoint au maire de Colmar                               |
| 1994    | 2008    | Roland Wagner    | RPR puis UMP         | Expert-comptable Adjoint au maire de Colmar                              |
| 2008    | 2015    | Frédéric Hilbert | Les Verts            | Assistant de service social Conseiller municipal de Colmar               |